# Баничина
Баничина је насеље у Србији у општини Смедеревска Паланка у Подунавском округу. Према попису из 2022. има 779 становника (према попису из 2011. било је 948 становника).

## Историја
Село лежи јужно од Смедеревске Паланке. Име села Баничина је остатак давнијег географског појма Баничина планина - венац брда између река Раче и Јасенице (према речнику Вука Караџића, „банити се“ значи, гордо се уздизати). Село се под именом Кошарња јавља у историјским списима први пут 1426. или 1427. године, када ово сточарско село, заједно са сточарским селом Хајлај (данашњи Церовац) деспот Стефан Лазаревић поклања челнику Радосаву - Раду Облачићу. Помиње се првих десетина 19. века у арачким списковима под именом „Кашарина“ и 1822. год. имала је само 11 кућа. У Кошарни је било царских добара која је, после ослобађања, Порта преко Београдског Велики везира издавала под закуп Србима. Од почетка 1826. год. Сва су ова добра прешла у закуп на кнеза Милоша. И кнез је овде имао трла и кошеве, по чему је настала новија легенда да је село добило име Кошарња. Заселак Кошарње је био Вишевац у време када је у њему рођен Карађорђе. После одвајања Вишевца и Мраморца, остатак Кошарње је преузео некада шири појам Баничина као име села. И после одвајања засеока Стојачка, село спада међу просторно највећа села у околини.
Године 1846. ово се насеље не зове више Кошарња, већ Баничина и тада је имало 57 кућа. По попису из 1921. год. У Баничини је било 456 кућа са 2424 становника (са засеоком Стојачком).
Црква Св. Архангела Гаврила је саграђена 1892. и богато је осликана фрескама, са великим иконостасом. У темељ цркве је уграђен камен од остатака старије цркве, која се налазила у долини потока Маскар испод данашње школе. У близини цркве (на месту старог гробља у долини потока испод школе, крај данашњег фудбалског игралишта) је место где је погинуо Станоје Главаш, обележено спомен плочом, а у црквеној порти је гроб са спомеником, у којој су смештене његове кости, пренете 20. маја 1920. године.
Основна школа у Баничини је веома леп пример „школе из Буквара“ - типског решења школе, једна од око 120 таквих школа, које је краљ Александар изградио између два светска рата (оваква школа се налази на сликама у Буквару из педесетих и шездесетих година протеклог века). У близини је и Краљева спомен-чесма, подигнута 1926. године. У црквеној порти је подигнут споменик са око 85 уписаних погинулих бораца у Ослободилачким ратовима 1912. до 1918. године. На сеоском гробљу је споменик посвећен петнаесторици српских војника, погинулих у бици на брду Караула приликом повлачења 1915. године.

### Порекло становништва
Најстарије породице у селу сматрају се Станојевићи, Мијановићи и Благојевићи (Радоњићи). Благојевићи причају да су старином од Соко Бање, да су бежали „преко“ (у Банат) и да их је, при повратку за „Ђоковину“, задржао кнез Милош и овде населио. Веле да је тада овде била алија и пусто и да су у прво време чували стоку кнеза Милоша.
Остале породице досељене и по пореклу се могу овако распоредити: има 7 породица са 55 кућа досељеника непознатог порекла, 33 породице са 161 кучом динарских досељеника, 1 породица са 6 куча косовско-метохиских досељеника, 3 породице са 22 куће моравско-вардарских досељеника, 6 породица са 28 кућа шопских досељеника и 7 породица са 39 кућа тимочко-браничевских досељеника. (

## Демографија
У насељу Баничина живи 940 пунолетних становника, а просечна старост становништва износи 41,7 година (39,9 код мушкараца и 43,6 код жена). У насељу има 332 домаћинства, а просечан број чланова по домаћинству је 3,52.
Ово насеље је великим делом насељено Србима (према попису из 2002. године), а у последња три пописа, примећен је пад у броју становника.
|  |

| Демографија | Демографија | Демографија |
| Година      | Становника  | Становника  |
| ----------- | ----------- | ----------- |
| 1948.       | 1.843       |             |
| 1953.       | 1.840       |             |
| 1961.       | 1.755       |             |
| 1971.       | 1.528       |             |
| 1981.       | 1.357       |             |
| 1991.       | 1.288       | 1.211       |
| 2002.       | 1.169       | 1.247       |
| 2011.       | 948         |             |
| 2022.       | 779         |             |

| Етнички састав према попису из 2002.‍ | Етнички састав према попису из 2002.‍ | Етнички састав према попису из 2002.‍ | Етнички састав према попису из 2002.‍ | Етнички састав према попису из 2002.‍ |
| ------------------------------------ | ------------------------------------ | ------------------------------------ | ------------------------------------ | ------------------------------------ |
|                                      |                                      |                                      |                                      |                                      |
| Срби                                 | Срби                                 |                                      | 1.164                                | 99,57%                               |
| Црногорци                            | Црногорци                            |                                      | 2                                    | 0,17%                                |
| Мађари                               | Мађари                               |                                      | 1                                    | 0,08%                                |
| Македонци                            | Македонци                            |                                      | 1                                    | 0,08%                                |
| непознато                            | непознато                            |                                      | 0                                    | 0,0%                                 |

| Година пописа     | 1948. | 1953. | 1961. | 1971. | 1981. | 1991. | 2002. |
| ----------------- | ----- | ----- | ----- | ----- | ----- | ----- | ----- |
| Број домаћинстава | 402   | 400   | 413   | 390   | 353   | 338   | 332   |

| Број чланова      | 1  | 2  | 3  | 4  | 5  | 6  | 7  | 8 | 9 | 10 и више | Просек |
| ----------------- | -- | -- | -- | -- | -- | -- | -- | - | - | --------- | ------ |
| Број домаћинстава | 62 | 72 | 37 | 53 | 48 | 34 | 18 | 3 | 4 | 1         | 3,52   |

| Пол    | Укупно | Неожењен/Неудата | Ожењен/Удата | Удовац/Удовица | Разведен/Разведена | Непознато |
| ------ | ------ | ---------------- | ------------ | -------------- | ------------------ | --------- |
| Мушки  | 483    | 114              | 315          | 34             | 19                 | 1         |
| Женски | 486    | 64               | 323          | 94             | 4                  | 1         |
| УКУПНО | 969    | 178              | 638          | 128            | 23                 | 2         |

| Пол    | Укупно                    | Пољопривреда, лов и шумарство | Рибарство                            | Вађење руде и камена | Прерађивачка индустрија       |
| ------ | ------------------------- | ----------------------------- | ------------------------------------ | -------------------- | ----------------------------- |
| Мушки  | 352                       | 251                           | 0                                    | 0                    | 52                            |
| Женски | 217                       | 176                           | 0                                    | 0                    | 6                             |
| УКУПНО | 569                       | 427                           | 0                                    | 0                    | 58                            |
| Пол    | Производња и снабдевање   | Грађевинарство                | Трговина                             | Хотели и ресторани   | Саобраћај, складиштење и везе |
| Мушки  | 1                         | 12                            | 5                                    | 1                    | 9                             |
| Женски | 1                         | 1                             | 7                                    | 1                    | 3                             |
| УКУПНО | 2                         | 13                            | 12                                   | 2                    | 12                            |
| Пол    | Финансијско посредовање   | Некретнине                    | Државна управа и одбрана             | Образовање           | Здравствени и социјални рад   |
| Мушки  | 0                         | 2                             | 4                                    | 7                    | 1                             |
| Женски | 0                         | 0                             | 0                                    | 4                    | 14                            |
| УКУПНО | 0                         | 2                             | 4                                    | 11                   | 15                            |
| Пол    | Остале услужне активности | Приватна домаћинства          | Екстериторијалне организације и тела | Непознато            | Непознато                     |
| Мушки  | 1                         | 0                             | 0                                    | 6                    | 6                             |
| Женски | 2                         | 0                             | 0                                    | 2                    | 2                             |
| УКУПНО | 3                         | 0                             | 0                                    | 8                    | 8                             |